# Jorge Gutiérrez (cyclisme)
Pour les articles homonymes, voir Jorge Gutiérrez et Gutiérrez.
Gutiérrez  González est un nom espagnol. Le premier nom de famille, en général paternel, est Gutiérrez ; le second, en général maternel, souvent omis, est González.
Jorge Gutiérrez González, né le 23 septembre 2002 à Trujillo, est un coureur cycliste espagnol.

## Biographie

### Débuts et progression chez les amateurs
Jorge Gutiérrez est originaire de Trujillo, une commune située dans la région Estrémadure. Il participe à ses premières courses cyclistes vers l'âge de douze ans. 
Chez les juniors (moins de 19 ans), il se distingue en étant l'un des meilleurs cyclistes espagnols. Il intègre ensuite le club Lizarte, réserve de l'équipe Kern Pharma. Sous ses nouvelles couleurs, il prend la deuxième place du championnat d'Estrémadure du contre-la-montre en 2021. L'année suivante, il s'impose sur le Laudio Saria, une course du circuit basco-navarrais,. Il réalise également trois tops dix sur des étapes de montagne de la Ronde de l'Isard. 
Lors de la saison 2023, il se classe notamment deuxième de la Subida a Gorla, troisième du Memorial Valenciaga (Coupe d'Espagne amateurs) ou encore quatrième du championnat d'Espagne espoirs. Il se révèle par ailleurs au niveau international en terminant deuxième de la dernière étape du Tour de la Vallée d'Aoste. Grâce à ses bonnes performances, il signe un premier contrat professionnel de trois ans avec la formation Kern Pharma. Son futur manager Juan José Oroz le décrit comme un pur grimpeur.

### Carrière professionnelle
Jorge Gutiérrez fait ses débuts professionnels en janvier 2024 lors des manches du Challenge de Majorque. 

## Palmarès
- 2019
  - 3e du championnat d'Espagne de course aux points juniors
- 2021
  - 2e du championnat d'Estrémadure du contre-la-montre
- 2022
  - Laudio Saria
  - 2e du Mémorial Aitor Bugallo
- 2023
  - 1re étape du Tour d'Estrémadure (contre-la-montre par équipes)
  - 2e de la Subida a Gorla
  - 3e du Memorial Valenciaga

## Résultats sur les grands tours

### Tour d'Espagne
1 participation
- 2024 : 83e

## Classements mondiaux
| Année                                 | 2024 |
| ------------------------------------- | ---- |
| Classement mondial                    | 668e |
|                                       |      |
| Légende : nc = non classéSource : UCI |      |